# José Luis Jones
José Luis Jones (ur. 1939, zm. 21 grudnia 1993) – prawnik i polityk z Gwinei Równikowej.
Pochodził z prominentnej rodziny ściśle współpracującej z reżimem kolonialnym. Z wykształcenia i zawodu prawnik, po zamachu stanu z sierpnia 1979 był prokuratorem w procesie obalonego prezydenta Macíasa Nguemy.
Zaangażowany w działalność opozycyjną wobec rządu Nguemy Mbasogo, udał się na wychodźstwo do Hiszpanii. Pełnił funkcję sekretarza generalnego Partido del Progreso de Guinea Ecuatorial (PPGE). W 1988 powrócił do kraju z zamiarem zalegalizowania partii, został jednakże aresztowany pod zarzutem przygotowywania zamachu stanu. Ułaskawiony po pięciu miesiącach, opuścił więzienie w styczniu 1989. Ponownie wyemigrował do Hiszpanii, zmarł po długiej chorobie w Madrycie.
Opublikował La Urdidumbre (1990), historię Gwinei Równikowej od epoki kolonialnej do lat 80. XX wieku. Był bratem piłkarza Miguela Jonesa.